# Università di scienze agricole e medicina veterinaria del Banato
L'Università di scienze agricole e medicina veterinaria del Banato "Re Michele I" è un'università pubblica con sede a Timișoara.

## Storia
Fondata nel 1945 come struttura dipendente dall'Università Politecnica di Timișoara con il nome di Istituto agricolo, è diventata un'università indipendente nel 1991. Dal 2013 è stata intitolata a Michele I di Romania.

## Rettori
- Păun Otiman (1991-2004)
- Alexandru Moisuc (2004-2012)
- Paul Pîrșan (2012-2016)
- Cosmin Alin Popescu (dal 2016)